# Onthophagus bangueyensis
Onthophagus bangueyensis är en skalbaggsart som beskrevs av Antoine Boucomont 1914. Onthophagus bangueyensis ingår i släktet Onthophagus och familjen bladhorningar. Inga underarter finns listade i Catalogue of Life.